# Tweedsmuir Park
Tweedsmuir Park är en park i Kanada.   Den ligger i provinsen British Columbia, i den sydvästra delen av landet, 3 700 km väster om huvudstaden Ottawa. Tweedsmuir Park ligger 941 meter över havet.
Terrängen runt Tweedsmuir Park är platt åt sydväst, men åt nordost är den kuperad. Trakten runt Tweedsmuir Park är nära nog obefolkad, med mindre än två invånare per kvadratkilometer.. Det finns inga samhällen i närheten. 
I omgivningarna runt Tweedsmuir Park växer i huvudsak barrskog.